# Scheiße (Lied)
Das Scheiße-Lied ist ein deutsches Jugendlied, das sich seit den 1970er Jahren nachweisen lässt. Reime mit dem Wort Scheiße wurden bereits vor der Jahrhundertwende in der Kaiserzeit von Waldemar Dyhrenfurth für die Nonsensgedichte über die Figur Bonifazius Kiesewetter verwendet. Weitere Reime dieser Art wurden bis in die Nachkriegszeit erdacht. 1972 lieferte Peter Rühmkorf mit Variationen über Scheiße Vorlagen für den Text des Scheiße-Liedes.

## Melodie
Die Melodie ähnelt stark einem Song amerikanischer Sklaven namens Pay Me My Money Down, dieser wurde 1942 von Lydia Parrish in ihrem Liederbuch Slave Songs of the Georgia Sea Islands veröffentlicht und von zahlreichen Interpreten, unter anderem von Bruce Springsteen oder in der Carnegie Hall durch das Gesangsquartett The Weavers, gesungen. Als sogenannte Kontrafaktur (alte Melodie mit neuem Text) wird das als Hey Lally Lally Lo im angloamerikanischen und anglokaribischen Raum volkstümlich verbreitete Lied (ein sogenanntes Traditional als jedem bekannter Gassenhauer oder Square-Dance-Melodie) mit unterschiedlichen Texten variiert gesungen. Beispielsweise interpretiert von Woody Guthrie als Hey Lolly Lolly oder von Chubby Checker als Loddy Lo (mit dem Refrain Eladi-ladi-ladi wie im Deutschen) oder um Melodieteile erweitert als If you ever get to Trinidad der Gruppe Dolly Dots (siehe dazu auch Coverversion#Problem der Abgrenzung vom Original).

## Inhalt
Das Lied besteht aus einer Vielzahl an sich reimenden Zweizeilern, die sich um Scheiße drehen. Es wird typischerweise von einer Gruppe von Jugendlichen gesungen, wobei jeder eine einzelne Strophe beisteuert und der Refrain gemeinsam gesungen wird, und ähnelt hierbei dem Lied Die Affen rasen durch den Wald. Dabei entstehen häufig spontan auch neue Strophen. Die Struktur sieht folgendermaßen aus.
Scheiße auf dem Autodach,

e la di la di o.

wird bei 180 flach,

e la di la di o.

e la di la di la di,

e la di la di o.

e la di la di la di,

e la di la di o.
Weitere bekannte Verse sind „Scheiße auf der Kirchturmspitze, fliegt dem Pfarrer auf die Mütze“ oder „Scheiße in den Autoreifen, gibt beim Bremsen braune Streifen“,„Scheiße auf den Sofakissen läßt Gemütlichkeit vermissen“, „Scheiße in der Lampenschale gibt gedämpftes Licht im Saale“, „Scheiße im Trompetenrohr, kommt zum Glück nur selten vor“ sowie „Scheiße in den Einkaufstaschen, hält die Kinder ab vom Naschen“ und „Scheiße durch ein Sieb geschossen, gibt die schönsten Sommersprossen“.

## Rezeption
Das Lied kommt in dem Kinofilm Die Vorstadtkrokodile von 1977 vor. Die Vorstadtkrokodile singen das Lied in ihrem Baumhaus in der Szene, als der behinderte Kurt sie dort zum ersten Mal besucht. Der Text des Liedes wurde 2009 im Buch Das Ding im Atlas von Micha Rau erwähnt.